# هورش

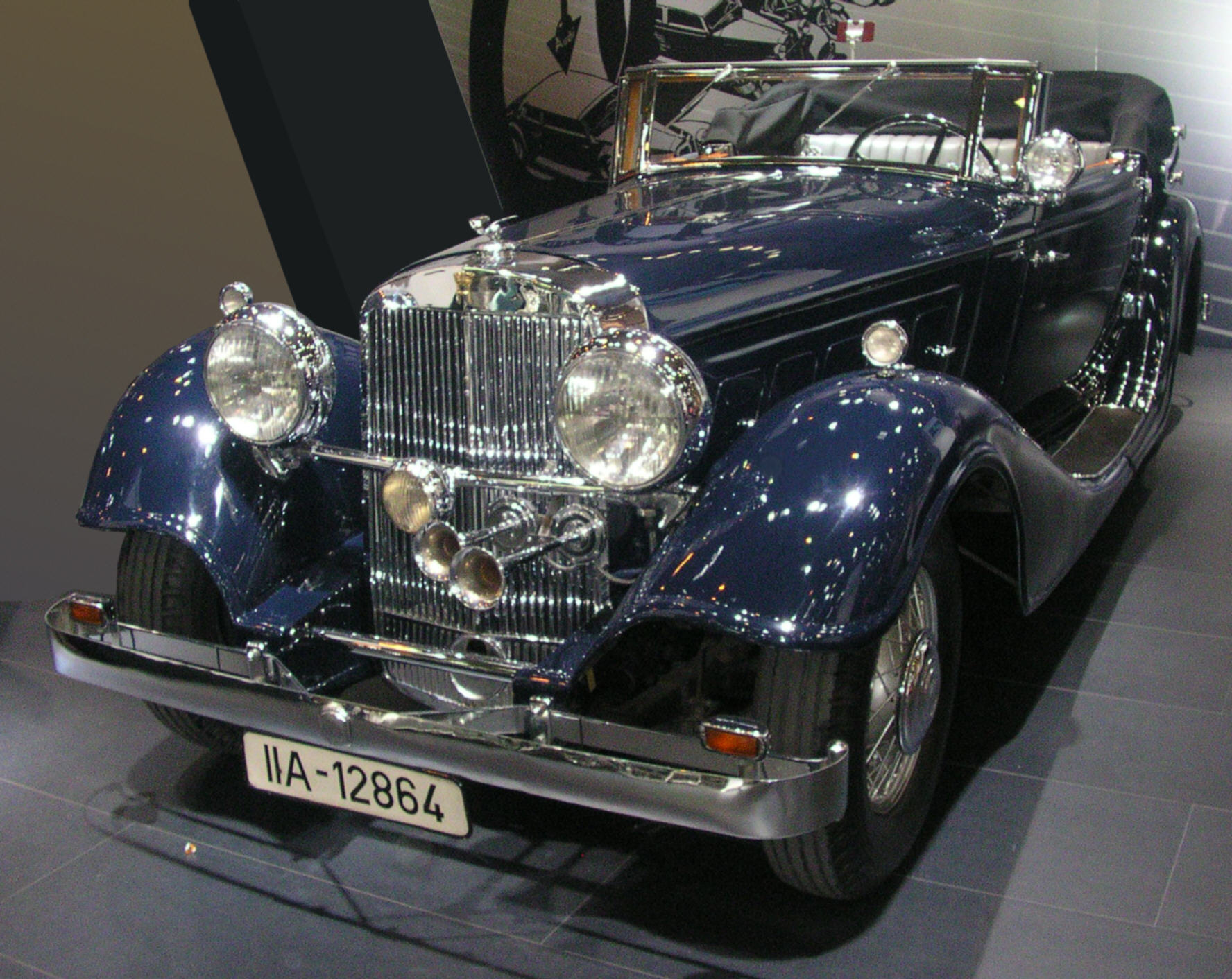
هورش ۶۷۰ در نمایشگاه اتومبیل اسن، در سال ۲۰۰۷

هورش (به آلمانی: Horch) شرکت خودروسازی آلمانی بود، که در سال ۱۸۹۹ توسط آگوست هورش تأسیس شد و در سال ۱۹۳۲ یکی از ۴ شرکت تشکیل‌دهنده گروه آتو یونیون محسوب می‌شد. هورش بعدها از عناصر تشکیل شرکت خودروسازی آئودی به‌شمار می‌آمد.